# Liste der Monuments historiques in Granges-sur-Aube
Die Liste der Monuments historiques in Granges-sur-Aube führt die Monuments historiques in der französischen Gemeinde Granges-sur-Aube auf.

## Liste der Objekte
| Bezeichnung                       | Beschreibung                              | Standort                        | Kennzeichnung | Schutzstatus | Datum | Bild |
| --------------------------------- | ----------------------------------------- | ------------------------------- | ------------- | ------------ | ----- | ---- |
| Kronleuchter                      | Kristallglas, 18. Jahrhundert             | in der Kirche St-Maurice (Lage) | PM51002982    | Inscrit      | 1980  |      |
| Weihwasserbecken                  | Stein, 16. Jahrhundert                    | in der Kirche St-Maurice (Lage) | PM51000455    | Classé       | 1980  |      |
| Skulptur Heiliger Sebastian       | Stein, farbig gefasst, 17. Jahrhundert    | in der Kirche St-Maurice (Lage) | PM51002984    | Inscrit      | 1980  |      |
| Zwei Kronleuchter                 | Kristallglas, Anfang des 19. Jahrhunderts | in der Kirche St-Maurice (Lage) | PM51002983    | Inscrit      | 1980  |      |
| Pietà                             | Stein, 16. Jahrhundert                    | in der Kirche St-Maurice (Lage) | PM51000453    | Classé       | 1948  |      |
| Skulptur eines heiligen Bischofs  | Holz, bezeichnet 154[x]                   | in der Kirche St-Maurice (Lage) | PM51000454    | Classé       | 1948  |      |
| Reiterskulptur Heiliger Mauritius | Stein, 16. Jahrhundert                    | in der Kirche St-Maurice (Lage) | PM51000456    | Classé       | 1980  |      |
| Sessel                            | Holz, zweite Hälfte des 18. Jahrhunderts  | in der Kirche St-Maurice (Lage) | PM51000457    | Classé       | 1980  |      |